# 渡内川
渡内川（わたうちがわ）は、徳島県名西郡石井町を流れる吉野川水系の河川である。

## 地理
名西郡石井町浦庄字下浦（旧浦庄村）に水源があり石井町石井を経て吉野川水系の主要河川である飯尾川に注ぐ。
途中、下流は徳島県道230号第十白鳥線に沿って川は流れていく。

## 流域の主な施設
- 石井町立浦庄小学校
- 石井町立石井小学校
- 徳島県道30号徳島鴨島線

## 流域の自治体
徳島県
名西郡石井町